# ニュースなあいつ
『ニュースなあいつ』は、1992年7月4日から1992年9月19日まで日本テレビ系列で毎週土曜22:00 - 22:54（JST）の『DRAMA-CAN!』枠に放送されたテレビドラマである。よみうりテレビとホリプロの共同製作。

## 概要
東京・芝浦の運河に面する「国際テレビ」（ITV）が舞台。地方局のアナウンサーの中島孝平が、視聴率の低下によりテコ入れとなった国際テレビ夕方の報道番組「ニュースエキスプレス」のサブキャスターに抜擢され、体当たりの取材を通じて繰り広げるニュースキャスターの奮闘を、コメディタッチで描いた作品。ビデオソフト化されているものの、DVDソフト化されていない。
ドラマ本編終了後、翌週の同じ時間帯で、爆笑総集編と題しNG集や出演者がドラマについて語る特別編が放送された。ビデオソフトには収録されていない。
ビデオ版オープニング背景映像がテレビ版の入道雲の様なモクモクと雲が生まれる早回し映像からありふれた雲の映像に差し替えられている
最終回にはエキストラとして宮沢りえが宅配ピザ屋の店員役で特別出演（出演者テロップは無し）している。

## キャスト
- 中島孝平〈25〉- 本木雅弘
本作の主人公。岩手の地方局「岩手やまなみテレビ」からニュースエキスプレスのサブキャスターに抜擢される。行動の根底にある理念は「義憤」。岩手のテレビ局時代に涼子と交際。
- 吉野茜〈23〉- 井森美幸
国際テレビアナウンサー。田上の推薦により、ニュースエキスプレスでレポーターをしていたが、その後裏方に回っている。能天気とも言える明るさで番組と共に成長する。
- 岸川健介〈30〉- 伊原剛志
ニュースエキスプレスディレクター。元はドラマ班のディレクターで、「飛ばされた」と思ってドラマの現場に未練がある。番組で　玲子と孝平を組ませることに反対している。
- 一枝理恵〈22〉- 大河内志保
国際テレビアナウンサー。茜とは同期入社でライバル同士。明るさと鋭敏さが評価されてニュースエキスプレスのレポーターに起用される。スポーツ好き。岸川に好意を抱いている。
- 白川涼子〈22〉-水野真紀
岩手やまなみテレビアナウンサー。孝平の岩手時代の同僚であり元彼女。孝平のことが忘れられずに上京。
- 菊池みどり〈21〉- 伊藤美紀
国際テレビアナウンサー。ニュースエキスプレスお天気ギャル。
- 松野博〈22〉- 中上雅巳　　
カメラマン助手。茜とは下積み同士の仲間意識を持つ。
- 東精作〈35〉- 菅田俊
カメラマン。
- 植松玲子〈32〉- 山口美江　
ニュースエキスプレスのメインキャスター。常に沈着冷静、私情を挟まないことが報道信条で、孝平と対立。自分をメインキャスターに起用した田上と関係が再開。
- 田上吾郎〈36〉- 片岡鶴太郎
ニュースエキスプレスのチーフデスク。敏腕だが手段を選ばない。玲子とはかつて関係があり、メインキャスターに起用したことから関係が再開する。
- 富山 - 宝井誠明
国際テレビ報道局のアシスタントディレクター。
- 内藤しほみ〈25〉- 高島礼子
国際テレビ報道局のフロアディレクター。
- 井波俊二〈37〉- 長谷川初範
国際テレビ夜のニュース番組「ニュースバトル」のチーフデスク。かつては「ニュースエキスプレス」のチーフデスクも兼任していたが、その座を田上に取られたニュースエキスプレスを目の敵にしておりスタッフルームを盗聴している。
- 半沢安夫〈42〉- 下元史朗
国際テレビ報道局部長。
- 坂口局長 - 北村総一朗
国際テレビ報道局長。

他

(出典：）

## 主題歌
- 「最後に涙はみたくない」本木雅弘
作詞：松井五郎 / 作曲：玉置浩二/ 編曲：林有三

## スタッフ
- 脚本：金子成人、森保鉄志、石川良
- 音楽：MALTA
- プロデュース：山本和夫(YTV)、森川真行
- 演出：小野原和宏(共同テレビ)、森一弘、遠藤正人
- 技術協力：バスク、ウェルアップ
- 美術協力：フジアール
- スタジオ協力：TMC砧スタジオ
- 制作：よみうりテレビ、ホリプロ

## サブタイトル
| 各話   | 放送日        | サブタイトル           | 脚本     | 演出       |
| ------ | ------------- | ---------------------- | -------- | ---------- |
| 第1話  | 1992年 7月4日 | 視聴率ください         | 金子成人 | 小野原和宏 |
| 第2話  | 7月11日       | 蛇イチゴの秘密         | 金子成人 | 小野原和宏 |
| 第3話  | 7月18日       | キャスター失格？！     | 金子成人 | 小野原和宏 |
| 第4話  | 7月25日       | 肉迫！ 極道の妻        | 金子成人 | 森一弘     |
| 第5話  | 8月1日        | 裸になって下さい       | 金子成人 | 小野原和宏 |
| 第6話  | 8月8日        | メインは俺だ！         | 石川良   | 小野原和宏 |
| 第7話  | 8月15日       | 恋の駆け引き           | 石川良   | 森一弘     |
| 第8話  | 8月22日       | キスの苦み             | 森保鉄志 | 遠藤正人   |
| 第9話  | 9月5日        | 疑惑の愛               | 森保鉄志 | 森一弘     |
| 第10話 | 9月12日       | 決死のスカイダイビング | 金子成人 | 森一弘     |
| 最終話 | 9月19日       | 愛は電波に乗って       | 金子成人 | 小野原和宏 |
| 総集編 | 9月26日       | 爆笑総集編             |          |            |

## 雑記
- スタジオ収録は東京メディアシティで行われており、国際テレビ社内という設定のもと、廊下など施設内でもロケが多く行われた。
- 劇中番組「ニュースエキスプレス」シーンの撮影時には実際の報道スタジオでも使用されている「プロンプター」[2]を、テレビカメラへ実際に装着し使用した。
- 孝平と涼子が以前勤めていた「岩手やまなみテレビ」（架空）の社屋イメージとして、読売テレビと同じ日本テレビ系列である岩手県のテレビ岩手本社の外観が使われた。
- 一部ドラマスタッフがそのままテレビ局スタッフ役としてレギュラー出演している。
- 副調整室のシーンでモニター画面に副調整室のシーンがそのまま映ってしまっている。
- 山口美江曰く「皆さんスタッフ含めてこぞってスーパーウルトラエッチ 毎日赤面の日々 耐えられませんでした」と語っている。　そんなエッチ集団で流行っていたのが相手の胸の前に手を持っていき「クピ」謎の言葉を発し手を引く動作をすると相手側が首を上げてアンと喘ぐ遊びである。いろんな合わせ技が開発されたとされる。最終的には第10話の番組開始前の5秒スポット「この後ニュースなあいつ始まります」にこのクピが採用され「お前も欲しいか」と山口美江まで参加させられている。このような状況を見てしまった富山役の当時高校生の宝井誠明が「こんなにドラマ（現場）が楽しいとは思いませんでした」と勘違いしたのに対し鶴太郎は「これを他で使うな危ない」と爆笑総集編で釘を刺した。そんな鶴太郎も自身が出演していないシーン本番中にセット裏から潜り込み井森にカンチョーをするなどしていた。